# بيريل نيومان
بيريل نيومان (بالإنجليزية: Beryl Newman)‏ هو عسكري أمريكي، ولد في 2 نوفمبر 1911 في بارابو في الولايات المتحدة، وتوفي في 8 مارس 1998.